# Acontia parana
Acontia parana är en fjärilsart som beskrevs av Jones 1921. Acontia parana ingår i släktet Acontia och familjen nattflyn. Inga underarter finns listade i Catalogue of Life.